# Carlo re d'Allemagna
Carlo re d'Allemagna è un'opera seria in tre atti del compositore Alessandro Scarlatti su libretto di Giuseppe Papis, da Francesco Silvani, che venne data per la prima esecuzione al Teatro San Bartolomeo di Napoli il 26 o 30 gennaio 1716. Questa è la 79a opera del compositore su 114 composte.
Il libretto di Silvani era già stato musicato da Benedetto Vinaccesi a Venezia nel 1698, con il titolo L'innocenza giustificata e ancora da Giuseppe Maria Orlandini a Ferrara nel 1712, ma con il titolo L'innocenza difesa e riproposta a Bologna e Parma nel 1713 e 1714, poco prima dell'opera di Scarlatti. Papis aggiunse al dramma di Silvani ruoli comici (Amilla e Bleso), contrasto molto apprezzato a Napoli, assenti dal libretto originale di Silvani, utilizzati negli intermezzi alla fine degli atti.
Il titolo si riferisce a Carlo il Calvo e Giuditta di Baviera.

## Ruoli
- Lotario, contralto in travesti, imperatore tedesco, interpretato da Senesino alla prima
- Giuditta, soprano, imperatrice vedova, interpretata da Margherita Durastanti alla prima
- Adalgiso, mezzosoprano, il figlio: Pietro Casati alla prima
- Gildippe, mezzosoprano, la figlia: Agata Landi alla prima
- Berardo, tenore, cavaliere di corte
- Asprando, mezzosoprano, traditore di corte
- Amilla, contralto, la domestica di Giuditta
- Bleso, basso, valletto di Lotario

## Trama
Lotario complotta contro il fratellastro Carlo e sua suocera Giuditta per ottenere l'accesso al trono che brama.

## Registrazioni
- Carlo re d'Allemagna – Romina Basso, contralto (Lotario); Roberta Invernizzi, soprano (Giuditta); Marina de Liso, mezzosoprano (Gildippe); Marianne Beate Kielland, mezzosoprano (Adalgiso); Carlo Allemano, tenore (Berardo); Josè Maria Lo Monaco, mezzosoprano (Asprando); Damiana Pinti, contralto (Armilla); Roberto Abbondanza, contrabbasso (Bleso); Orchestre symphonique de Stavanger, direttore /violino Fabio Biondi (30 novembre – 4 dicembre 2009, 3CD Agogique AGO015)[4][5] – La registrazione non include undici delle 46 arie dell'opera.

Sinfonia e arie
- "Del ciel sui giri" (Lotario), in Arias pour Senesino – Andreas Scholl; Accademia Bizantina, direttore Ottavio Dantone (25–26 e 28–30 giugno 2004, Decca Records 475 6569)
- "Sinfonia avanti l'opera"; "Quel cor ch'un regio serto"; "Il mio cor costante e fido" "Aure voi che susurrando", in Arie et sinfonie – Daniela Barcellona, contralto. Concerto de Cavalieri, dir. Marcello Di Lisa (dal 23 al 24 agosto 2010, Deutsche Harmonia Mundi 88697842162)OCLC 801798608